# Arne Christer Fuglesang
Arne Christer Fuglesang (født 18. marts 1957) er en svensk fysiker og astronaut og blev den 10. december 2006 den første skandinav der har været i rummet.

## Uddannelse
Christer Fuglesang blev født i Stockholm af en svensk mor og en norsk far. Han fik en kandidatgrad i teknisk fysik fra Kungliga Tekniska Högskolan (KTH) i Stockholm i 1981, og fik en doktorgrad i eksperimentel partikelfysik fra Stockholms universitet i 1987, hvilket han også blev docent i fire år senere.

## Erfaring
Han arbejdede som student hos CERN (European Research Center on Particle Physics) i Geneve på UA5-eksperimentet, der studerede kollisioner mellem protoner og antiprotoner. In 1988 blev han docent hos CERN, hvor han arbejdede på CPLEAR-eksperimentet. Efter et år blev han en senior docent og leder af partikelidentifikation-detektor. I november 1990, opnåede Fuglesang en stilling ved Manne Siegbahns Institute for Fysik i Stockholm, men forblev stationeret hos CERN endnu et år for at arbejde mod det nye store hadronkollions-projekt. Siden 1980, under sit ophold i Sverige, underviste han i matematik ved den Kongelige Tekniske Højskole.
I maj 1992 blev Fuglesang udvalgt til at deltage i ESA's Astronautkorps med base i Køln. I 1992 deltog han i et introducerende træningsprogram hos European Astronaut Centre og et fire ugers træningsprogram hos TsPK (Kosmonaut Træningscenter) i Stjernebyen, Rusland, med udsigt til at deltage i det fremtidige samarbejde mellem ESA og Rusland på Rumstationen Mir. I juli 1993 gennemførte han det grundlæggende træningskursus hos EAC.
I maj 1993 blev Fuglesang og ESA-astronaut-kollegaen Thomas Reiter, udvalgt til at deltage i Euromir 95-missionen og startede deres træning hos TsPK (Moskva) for at forberede deres ingeniørarbejde om bord, rumvandringer og styring af Soyuz-fartøjet. Træningen for Euromir 95 blev organiseret og primært udført hos EAC.
Den 17. marts 1995 blev han valgt som medlem af backup-holdet for Euromir 95-missionen, der allerede talte Gennadi Manakov og Pavel Vinogradov. Under missionen, der varede 170 dage var Fuglesang den primære interfacekoordinator. Fra det russiske missionskontrolcenter (TsUP) i Kaliningrad, var han den primære kontaktperson med ESA-astronauten Thomas Reiter om bord på Mir, og fungerede som koordinator mellem rumstationen og kontrolcentret i Oberpfaffenhofen, Tyskland, samt projektets ledelse. Mellem marts og juni 1996, blev han trænet i at styre Sojuz med henblik på afkobling, indgang i atmosfæren, samt landing.

### Erfaringer fra NASA ogRoskosmos
Christer Fuglesang blev en del af Mission Specialist-uddannelsen ved Johnson Rumcenter, Houston i august 1996 og kvalificerede sig til missionsspecialist i april 1998. Fra maj til oktober 1998, genoptog han træningen ved Stjernebyen i Moskva for at træne Sojuz-operationer. Han tog et begrænset Sojuz-certifikat der berettiger ham til, i en nødsituation, at frakoble en Sojuz-kapsel fra ISS og flyve den ned til jordoverfladen.
I oktober 1998 vendte han tilbage til NASA og blev tildelt en række tekniske opgaver omkring de russiske rumfartøjer. Senere arbejdede han med mandskabet for Den Internationale Rumstation (ISS). Fuglesang fortsatte med noget videnskabeligt arbejde omkring bl.a. kraftige lysglimt i astronauternes øjne om bord på Mir mellem 1995 og 1999, som fortsættes på (ISS).

## Rumflyvninger
Han fløj med NASAs rumfærge Discovery på mission STS-116 fra 9. til 22. december 2006 i samlet 12 dage, 20 timer og 45 minutter. Han udførte tre rumvandringer på hhv. 6:36, 5:00 og 6:38 timer.
Christer Fuglesang var i rummet med rumfærgen Discovery på rummission STS-128, der var en forsyningsmission til den Internationale Rumstation. Han har udført to rumvandringer på hhv. 6:39 og 7:01 timer.
Christer Fuglesang er den første ikke-russer og ikke-amerikaner, der har udført fem rumvandringer på i alt 31:54 timer. Tilsyneladende bliver STS-128 Fuglesangs sidste rumflyvning.

## Trivia
- Under sin studietid på den Kongelige Tekniske Højskole During var Fuglesang medlem af en gruppe kaldet "højrefløjsteknologerne"(på svensk Högerteknologerna), der bestod af liberale og konservative studenter. [2]